# 3927 Feliciaplatt
3927 Feliciaplatt è un asteroide della fascia principale. Scoperto nel 1981, presenta un'orbita caratterizzata da un semiasse maggiore pari a 2,1940093 UA e da un'eccentricità di 0,1354402, inclinata di 1,95000° rispetto all'eclittica.